# Frédéric Bastiat
(Alberto Mingardi - L'intelligenza del denaro, pag 156)
Claude Frédéric Bastiat (Bayonne, 30 giugno 1801 – Roma, 24 dicembre 1850) è stato un economista, scrittore e politico francese, filosofo della politica di ispirazione liberale.
Viene considerato da molti come un precursore delle teorie della Scuola austriaca d'economia, e uno dei prosecutori della tradizione giusnaturalista nel XIX secolo.

## Biografia
Bastiat nacque a Bayonne, in Aquitania, nel 1801. All'età di 9 anni perse i genitori, e a 16 anni lasciò la scuola per continuare l'attività della sua famiglia come esportatore. L'economista Thomas Di Lorenzo sostiene che questa attività ha influito enormemente sulle future teorie economiche di Bastiat.
I suoi interessi culturali cominciarono ad orientarsi verso l'economia in generale, e le questioni doganali in particolare. La sua visione in favore della libertà nel commercio internazionale sarà fortemente influenzata dalla battaglia condotta in Inghilterra dalla "anti-corn law league" di Richard Cobden e John Bright.
Negli anni 1820 è iniziato in Massoneria nella Loggia La Zélée, della quale è guardasigilli nel 1822 e oratore nel 1823.
Il 1844 segnerà il debutto di Bastiat nel dibattito economico nazionale, non a caso su temi di dazi e del protezionismo. Nel 1845 pubblica la prima serie dei Sophismes économiques (sofismi economici), una raccolta di brevi scritti in cui, anche in forma satirica, smantellerà alcuni dei luoghi comuni più diffusi in economia. Nel 1846 partecipa a Bordeaux alla creazione della "Association pour la liberté des échanges" e pubblica numerosi articoli su diverse riviste, tra cui il "Journal des économistes". Nello stesso anno inizia le pubblicazioni del settimanale "Le libre échange", di cui Bastiat sarà direttore fino al febbraio 1848. Nel 1848 è stato eletto deputato delle Landes all'assemblea costituente della Seconda Repubblica francese. Il lavoro in sostegno delle idee di libertà continua anche al di fuori del parlamento; in ottobre inizia una polemica sul credito gratuito, con Pierre-Joseph Proudhon, destinata a durare fino al marzo del 1850.
Uomo politico e scrittore di successo, Bastiat tenta di sistematizzare il suo pensiero di economista con la pubblicazione di una monografia che racchiuda tutte le sue idee: escono le Armonie economiche (Harmonies économiques), l'unico vero trattato scritto da Bastiat, che gli attirerà non poche critiche e giudizi negativi. Ma il suo stato di salute peggiora, e, come si usava allora, gli viene consigliato di trascorrere l'inverno in Italia. In settembre Bastiat parte verso l'Italia e soggiorna a Pisa e a Roma, dove muore la vigilia di Natale. Frederic Bastiat è seppellito a Roma, nella Chiesa di San Luigi dei Francesi; la sua pietra tombale è collocata nella navata sinistra.

## Pensiero

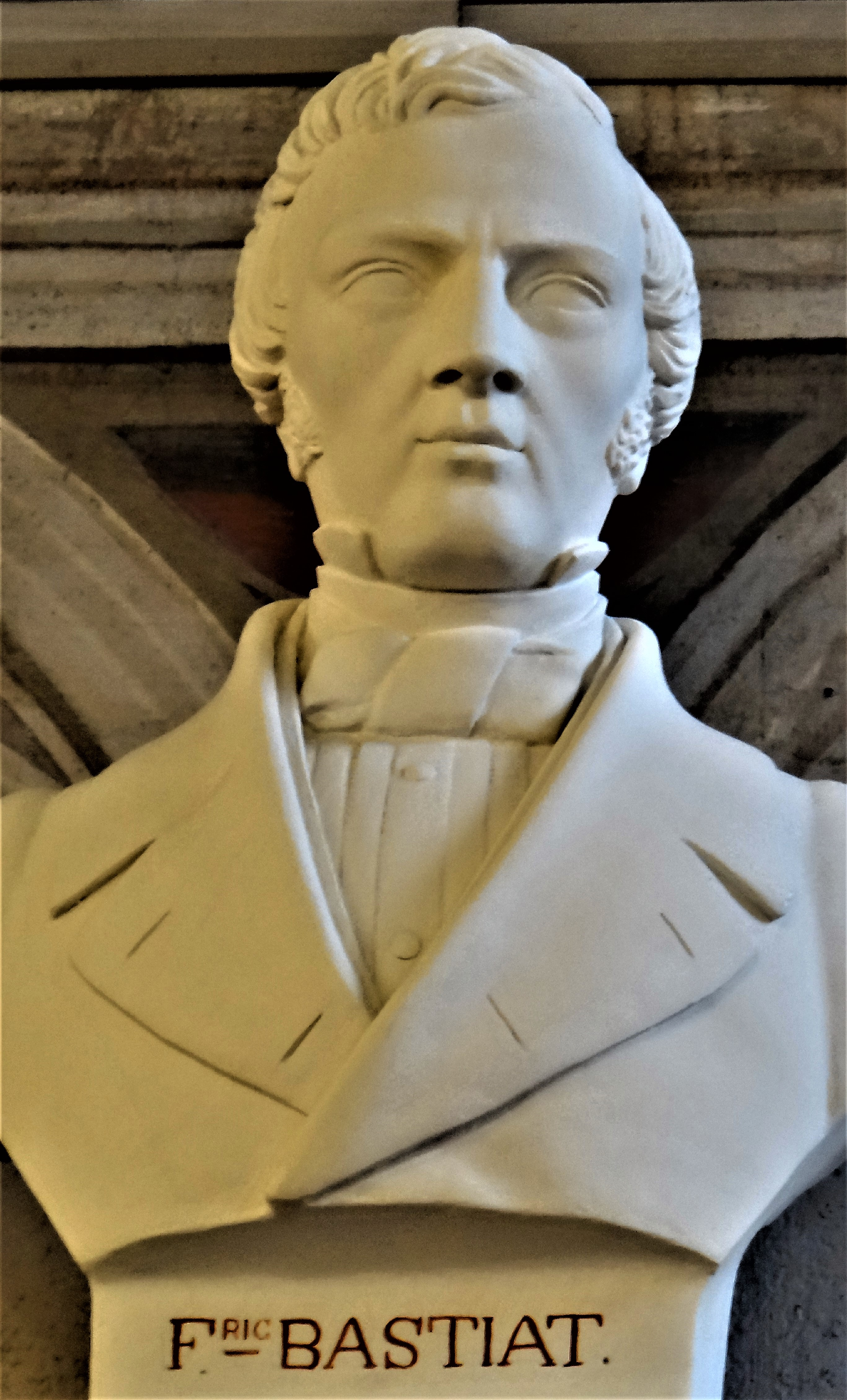
Busto di Bastiat situato all'interno dell'Abbaye-école de Sorèze, dove fu allievo fino al 1818.

Si può certamente considerare Bastiat come uno dei più importanti pensatori liberali del XIX secolo, se non di tutta la storia, e in lui si possono trovare le basi per il pensiero economico della futura scuola austriaca. Fu un discepolo della scuola liberale francese, ispirata da Jean-Baptiste Say, Charles Comte e Charles Dunoyer.
Certamente Bastiat non può essere inserito nella diatriba anarchici-miniarchici, tipica del mondo libertarian, data la sua morte avvenuta ben prima della nascita di queste distinzioni, ma sicuramente può essere inserito nel filone del classical liberalism.
Convinto sostenitore del giusnaturalismo, e quindi dei diritti naturali individuali, difese fino allo stremo, la vita, la libertà e la proprietà, ovvero, i cardini della giustizia umana.
Il Liberalismo di Bastiat era orientato a riconsegnare l'individuo a se stesso, alla sua libertà e responsabilità, libero di scegliere i suoi obbiettivi e i suoi fini, senza la coercizione dello stato e delle sue leggi positive, protetto all'interno della cornice dei diritti naturali individuali, libero di esprimere e realizzare tutto sé stesso.
Considerava lo Stato inevitabile nella pratica, anche se concentrò tutti i suoi sforzi nel tentativo di dimostrare come qualsiasi intervento statale nella vita dei singoli privati sia inefficiente, economicamente svantaggioso e fortemente immorale. Sosteneva che l'unico compito del governo fosse quello di proteggere i diritti di ogni individuo, ossia vita, libertà, proprietà.
In sintesi, tutto il suo pensiero e la sua filosofia sono incentrate sulla libertà e sulla responsabilità individuale. Anche i maggiori filosofi liberali del XX secolo come Ludwig von Mises, Murray Rothbard e Friedrich von Hayek, riconobbero il proprio debito scientifico, citandolo nei propri lavori, considerandolo un punto di riferimento nelle innovazioni teoriche delle scienze economiche e nelle idee liberali e libertarie, che avrebbero poi influenzato tutto il secondo novecento nella futura scuola austriaca.
Il suo pensiero dà legittimità morale alla realizzazione individuale di ogni essere umano, tagliando le catene a tutti quelli che si sentano oppressi da sensi di colpa o coercizioni di tipo politico, religioso, o psicologico. Il suo liberalismo in sintesi ha come fine l'uomo, come individuo libero e responsabile.
Date le sue teorie fortemente liberali, viene considerato da molti il precursore della Scuola austriaca. 

### Il "patrimonio preda"
Il patrimonio preda o fondo preda, nel pensiero del Bastiat che aveva individuato e svelato la tecnica della spoliazione legale, è la raccolta di denaro effettuata dallo Stato o da enti pubblici in forza di normative di spoliazione legale imposte ad una collettività di saccheggiati e destinato alle élite attraverso specifiche norme.
Si distingue da un qualsiasi fondo o patrimonio pubblico per la funzione specifica del patrimonio preda, o fondo preda, ossia quello di fornire un vantaggio economico alle élite che gestiscono la spoliazione legale.
Ad esempio, il patrimonio dell'ente carceri, costituito dalle strutture, è funzionale al servizio, ma il patrimonio accantonato per costruire nuove carceri sulla base di una normativa che prevede l'assegnazione di lavori con prezzi enormemente superiori ai prezzi di mercato, senza controlli o con controlli inefficaci, non ha lo scopo principale nella realizzazione di nuove infrastrutture carcerarie, bensì nel creare una riserva da trasferire a delle élite che gestiscono il meccanismo di spoliazione legale.

## Opere
Le opere di Bastiat spaziano dalla teoria economica alla filosofia politica e sono caratterizzate da una forte argomentazione e da un intuito molto acuto.
La sua opera più importante e più conosciuta è probabilmente Sofismi economici, dove si possono trovare una serie di attacchi alle varie politiche tenute dai governi. Sempre in Sofismi economici possiamo trovare un pezzo satirico molto tagliente, conosciuto anche come Petizione dei produttori di candele, dove ironicamente chiede al governo di bloccare il sole attraverso un decreto in modo da evitare l'ingiusta concorrenza delle altre fabbriche, sottolineando l'allergia governativa alla concorrenza.
Un'altra opera importante di Bastiat è La legge, pubblicata nel 1850, in cui esprime tutta la sua incondizionata e completa adesione al giusnaturalismo e ai diritti individuali, dove espone un giusto sistema di legge, e dove dimostra come una società libera agevoli la creazione del diritto.
Sempre nel 1850 pubblica per l'editore Guillaumin le Harmonies économiques che secondo le intenzioni di Bastiat dovrà riunificare tutto il suo pensiero, economico, sociale, morale ed etico sulla sua visione della vita.
In un suo saggio del 1850, Quello che si vede e quello che non si vede, si può trovare un importante racconto, il Racconto della finestra rotta, dove Bastiat cerca di spiegare la nozione di costi occulti (o incidentali).
- Agli elettori del dipartimento delle Landes, 1830
- Riflessioni sulle petizioni di Bordeaux, Le Havre e Lyon sul regime doganale, 1834
- Sulla sessione del Consiglio Generale delle Landes, 1837
- Il fisco e la vigna, 1841
- Memoria sulla questione vinicola, 1843
- Sulla ripartizione del gettito catastale delle Landes, 1844
- Le questioni dello zucchero in Inghilterra, 1844
- L'influenza delle tariffe (doganali) Francesi e Inglesi sul futuro dei due popoli, 1844
- Cobden e la Lega, 1845
- L'avvenire del commercio dei vini tra Francia e Gran Bretagna, 1845
- Sofismi economici (1ª serie), 1845
- Ai signori elettori del collegio di Saint-Sever, 1846
- Il piccolo arsenale del libero-scambista, 1847
- Sofismi economici (2ª serie), 1848
- La proprietà e la legge, 1848
- Giustizia e fratellanza, 1848
- Proprietà e spogliazione, 1848
- Lo Stato, 1848
- Protezionismo e comunismo, 1849
- Capitale e rendita, 1849
- Pace e libertà, ovvero il budget repubblicano, 1849
- Le incompatibilità parlamentari, 1849
- Maledetto denaro, 1849
- Armonie economiche, 1850
- Interesse e capitale, 1850
- La spogliazione e la legge, 1850
- La legge, 1850
- Quello che si vede e quello che non si vede, 1850
- Sulla bilancia del commercio, 1850

## Opere tradotte in italiano
- Giustizia e fratellanza. Opuscolo di Frederic Bastiat; voltato in italiano da Raffaele Francia. editore? anno?
- Sofismi Economici. Tradotti dal dott. Antonio Contrucci, prima versione italiana con aggiunte dell'autore e un discorso del prof. Antonio Scialoja. Firenze, c.p.onesti. 1847
- Sofismi Economici. Discorso di Frederic Bastiat, prima versione italiana, contemporanea a quelle uscita in Firenze. Venezia, A. Santini e figlio, 1847
- Sofismi Economici. Versione italiana di Enrico Zenon, Napoli, tipografia all'insegna del Cantù. 1848
- Capitale e Rendita. Traduzione libera dal francese di Pietro Thouar, (prima traduzione italiana) Firenze, tipografia galileiana. 1849
- Cobden e la Lega: ossia l'agitazione inglese per la libertà del commercio. Frédéric Bastiat, Napoli, stamperia del fibreno. 1849
- Lo Stato. Alla dispensa del Conservatore Costituzionale. (prima versione italiana) Firenze. 1850.
- Quel che si vede e quel che non si vede: ovvero l'economia politica in una lezione (prima versione italiana) Firenze, tipografia Tofani. 1851
- Bastiat F.-Garnier G.-Stuart Mill J. Armonie economiche. Elementi d'economia politica. "Biblioteca dell'economista" prima serie vol.XII. Torino, Cugini Pomba.1851
- Armonie economiche e opuscoli vari. Tradotti da Giovanni Anziani e preceduti da un discorso sulla vita e sulle opere dell'autore scritto dall'avv. Leonardo Gotti, 2 voll. (nel secondo volume sono contenuti i seguenti pamphlet: tra cui per la prima volta tradotto in italiano, (Maledetto denaro) e inoltre, (Lo stato, Capitale e rendita; Quel che si vede e quel che non si vede;) Felice Le Monnier, Firenze, 1857
- Cobden e la Lega: ossia l'agitazione inglese per la libertà del commercio. Frédéric Bastiat, Napoli, Stamperia e Cartiere del Fibreno. 1861 (seconda edizione)
- Sofismi Economici, voltati in italiano da Francesco Perez, Firenze, G.Barbera. 1871
- Ciò che si vede e ciò che non si vede, trad. it. di Ippolito Ferrari, Torino, Eredi Botta, 1884
- Armonie economiche, di Frederic Bastiat, con una premessa di Agostino Canonica ed una introduzione di Francesco Ferrara, Torino, Utet, 1945. (collana sociologi ed economisti n.6.)
- Contro lo Statalismo, di Frédéric Bastiat e Gustave de Molinari, a cura di Carlo Lottieri, introduzione di Sergio Ricossa. All'interno del volume sono presentati il pamphlet Giustizia e fraternità e per la prima volta in lingua italiana il pamphlet Proprietà e Legge, LiberiLibri, 1 edizione, Macerata 1994. (seconda ed. 2004.)
- Il potere delle illusioni, (a cura di Antonio Falato) all'interno sono presenti i pamphlet (Lo Stato; Ciò che si vede e Ciò che non si vede) Quaderni Fondazione Einaudi, Napoli, alfredo guida editore. 1998
- La legge, a cura di Nicola Iannello e con un'introduzione di Carlo Lottieri. (prima traduzione italiana) Leonardo Facco editore 2001.Treviglio (BG).(collana laissez-faire)
- Il mercato e la provvidenza. Pensieri liberali" di Frédéric Bastiat, introduzione di Massimo Baldini. si tratta prevalentemente di pensieri e riflessioni tratti dalle opere di Frédéric Bastiat. Armando editore, 2002 (collana i maestri del liberalismo)
- Ciò che si vede e ciò che non si vede e altri scritti. di Frédéric Bastiat, a cura di Nicola Iannello, con prefazione di Gérard Bramoullé, all'interno sono presentati una raccolta di pamphlet (Ciò che si vede e ciò che non si vede; proprietà e legge; Giustizia e fraternità; La legge; Lo stato; spoliazione e legge; Guerra alle cattedre di economia politica; Capitale e rendita; Maledetto denaro) Rubbettino editore. 2005
- La legge, ristampa in edizione speciale della prima edizione pubblicata da Leonardo Facco editore nel 2001, a cura del quotidiano "Libero" nella collana I classici del pensiero liberale. la biblioteca di libero n.6. 2005.
- Sofismi Economici, edizione italiana a cura di Michele Liati. libreria San Giorgio. 2013
- Protezionismo e Comunismo, (prima traduzione in lingua italiana) libreria San Giorgio. 2013
- "La legge" Frederic Bastiat. Con saggi di Nicola Iannello. - Carlo Lottieri. Leonardo Facco editore e Edizione goware. Firenze. 2017. (Collana di filosofia).
- Sofismi Economici, Frédéric Bastiat. Istituto Liberale. 2020
- Ciò che si vede e ciò che non si vede, Frédéric Bastiat. Istituto Liberale. 2020
- Le fondamenta per una politica liberale, Frédéric Bastiat. Istituto Liberale. 2020

## Saggi in lingua italiana
- Proprietà, Diritto e libertà in Frederic Bastiat, a cura di Carlo Lottieri. Piccolo opuscolo di 28 pag. pubblicato dal Cidas di Torino, che riporta essenzialmente l'introduzione di Carlo Lottieri alla prima edizione del volume "la legge", pubblicato nel 2001 da Leonardo Facco Editore. Cidas Torino. 2010.
- Ricominciare da Bastiat, di Luciano Priori Friggi. Ampio saggio introduttivo di 180 pagine (all'interno sono presenti gli scritti di Bastiat tradotti dal francese da L.P.F.: "Ciò che si vede e ciò che non si vede", "Petizione dei fabbricanti di candele", "Lo stato"), ed. Microinet, 2011.
- Frederic Bastiat. L'uomo e le idee, società, economia e politica, (traduzione dal francese del volume Lire Bastiat: science sociale et liberalisme) di Robert Leroux. Edizione italiana a cura di Diego Forestieri. Edizioni Nuova cultura. Roma 2013.
- Frederic Bastiat, le fondamenta per una politica Liberale. A cura di Alessio Cotroneo, Istituto Liberale- APS, Torino, 2020.

## Riconoscimenti
- A Bastiat è stata dedicata una via a Parigi, nella zona degli Champs-Élysées.
- Durante un seminario dell'estate 2007 della Cato University (Cato Institute), è stata dedicata a Bastiat una borsa di studio per studenti del college.
- Nel 2005 l'Istituto Bruno Leoni ha organizzato il premio "Frederic Bastiat" con premio una borsa di studio per la partecipazione ad un seminario negli Stati Uniti.
- Nel corso del novembre 2016 l'Università della Svizzera italiana ha tenuto il seminario "Modernità, tradizione occidentale e libertà: Leggere Frédéric Bastiat".[4]